# Casper Terho
Casper Terho (Helsinki, 24 giugno 2003) è un calciatore finlandese, attaccante dell'OH Lovanio, della nazionale Under-21 finlandese e della nazionale finlandese.

## Carriera

### Club
Ha giocato nella prima divisione finlandese ed in quella belga.

### Nazionale
Ha giocato nelle nazionali giovanili finlandesi Under-16, Under-17, Under-19 ed Under-21.
Il 28 maggio 2024 viene convocato per la prima volta in nazionale maggiore, con cui esordisce il 4 giugno seguente nell'amichevole persa 4-2 contro il Portogallo.

## Statistiche

### Presenze e reti nei club
Statistiche aggiornate al 19 aprile 2025.
| Stagione                    | Squadra                     | Campionato                  | Campionato | Campionato | Coppe nazionali | Coppe nazionali | Coppe nazionali | Coppe continentali | Coppe continentali | Coppe continentali | Altre coppe | Altre coppe | Altre coppe | Totale | Totale | Totale |
| Stagione                    | Squadra                     | Comp                        | Pres       | Reti       | Comp            | Pres            | Reti            | Comp               | Pres               | Reti               | Comp        | Pres        | Reti        | Pres   | Reti   |        |
| --------------------------- | --------------------------- | --------------------------- | ---------- | ---------- | --------------- | --------------- | --------------- | ------------------ | ------------------ | ------------------ | ----------- | ----------- | ----------- | ------ | ------ | ------ |
| 2019                        | Klubi 04                    | K                           | 5          | 3          | -               | -               | -               | -                  | -                  | -                  | -           | -           | -           | 5      | 3      |        |
| 2020                        | Klubi 04                    | K                           | 10         | 9          | -               | -               | -               | -                  | -                  | -                  | -           | -           | -           | 10     | 9      |        |
| 2021                        | Klubi 04                    | Y                           | 12         | 3          | -               | -               | -               | -                  | -                  | -                  | -           | -           | -           | 12     | 3      |        |
| Totale Union Saint-Gilloise | Totale Union Saint-Gilloise | Totale Union Saint-Gilloise | 27         | 15         |                 | -               | -               |                    | -                  | -                  |             | -           | -           | 27     | 15     |        |
| 2020                        | HJK                         | V                           | 3          | 0          | CF              | -               | -               | -                  | -                  | -                  | -           | -           | -           | 3      | 0      |        |
| 2021                        | HJK                         | V                           | 12         | 2          | CF              | 3               | 0               | UCL+UEL+UECL       | 0+1+2              | 0                  | -           | -           | -           | 18     | 2      |        |
| 2022                        | HJK                         | V                           | 26         | 4          | CF+CdL          | 2+3             | 1+0             | UCL+UEL            | 3+3                | 0                  | -           | -           | -           | 37     | 5      |        |
| Totale HJK Helsinki         | Totale HJK Helsinki         | Totale HJK Helsinki         | 41         | 6          |                 | 8               | 1               |                    | 9                  | 0                  |             | -           | -           | 58     | 7      |        |
| gen.-giu. 2023              | Union Saint-Gilloise        | D1                          | 6          | 2          | CB              | -               | -               | UEL                | 2                  | 1                  | -           | -           | -           | 8      | 3      |        |
| 2023-2024                   | Union Saint-Gilloise        | D1                          | 21         | 3          | CB              | 3               | 0               | UEL+UECL           | 7+1                | 1+0                | -           | -           | -           | 32     | 4      |        |
| 2024- gen. 2025             | Union Saint-Gilloise        | D1                          | 9          | 0          | CB              | 0               | 0               | UCL+UEL            | 1+0                | 0                  | SB          | 1           | 0           | 11     | 0      |        |
| Totale Union Saint-Gilloise | Totale Union Saint-Gilloise | Totale Union Saint-Gilloise | 36         | 5          |                 | 3               | 0               |                    | 11                 | 2                  |             | 1           | 0           | 51     | 7      |        |
| gen.-giu. 2025              | Paderborn                   | 2L                          | 11         | 0          | CG              | -               | -               | -                  | -                  | -                  | -           | -           | -           | 11     | 0      |        |
| Totale carriera             | Totale carriera             | Totale carriera             | 115        | 26         |                 | 11              | 1               |                    | 20                 | 2                  |             | 1           | 0           | 147    | 29     |        |

### Cronologia presenze e reti in nazionale
| Cronologia completa delle presenze e delle reti in nazionale ― Finlandia | Cronologia completa delle presenze e delle reti in nazionale ― Finlandia | Cronologia completa delle presenze e delle reti in nazionale ― Finlandia | Cronologia completa delle presenze e delle reti in nazionale ― Finlandia | Cronologia completa delle presenze e delle reti in nazionale ― Finlandia | Cronologia completa delle presenze e delle reti in nazionale ― Finlandia | Cronologia completa delle presenze e delle reti in nazionale ― Finlandia | Cronologia completa delle presenze e delle reti in nazionale ― Finlandia |
| Data                                                                     | Città                                                                    | In casa                                                                  | Risultato                                                                | Ospiti                                                                   | Competizione                                                             | Reti                                                                     | Note                                                                     |
| ------------------------------------------------------------------------ | ------------------------------------------------------------------------ | ------------------------------------------------------------------------ | ------------------------------------------------------------------------ | ------------------------------------------------------------------------ | ------------------------------------------------------------------------ | ------------------------------------------------------------------------ | ------------------------------------------------------------------------ |
| 26-3-2024                                                                | Helsinki                                                                 | Finlandia                                                                | 2 – 1                                                                    | Estonia                                                                  | Amichevole                                                               | -                                                                        | 65’                                                                      |
| 7-6-2024                                                                 | Glasgow                                                                  | Scozia                                                                   | 2 – 2                                                                    | Finlandia                                                                | Amichevole                                                               | -                                                                        | 68’                                                                      |
| Totale                                                                   |                                                                          | Presenze                                                                 | 2                                                                        |                                                                          | Reti                                                                     | 0                                                                        |                                                                          |

## Palmarès

### Club

#### Competizioni nazionali
- Campionato finlandese: 3

HJK: 2020, 2021, 2021
- Coppa del Belgio: 1

Union Saint-Gilloise: 2023-2024
- Supercoppa del Belgio: 1

Union Saint-Gilloise: 2024